# 聖拉斐爾區

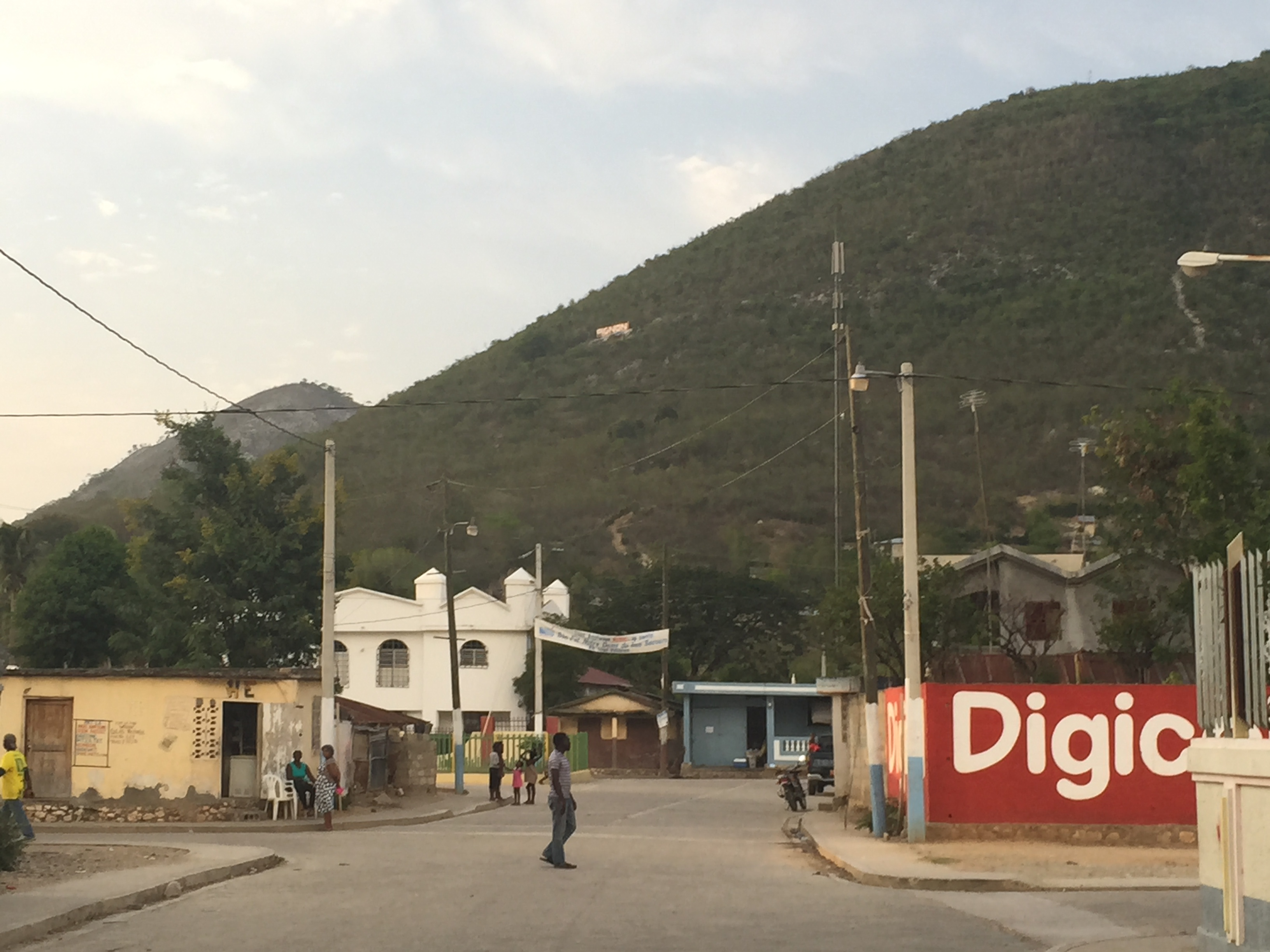
海地北部省圣拉斐尔区海地皮尼翁镇附近村庄

聖拉斐爾區，是海地的區，位於該國北部，由北部省負責管轄，面積557.6平方公里，海拔高度367米，2015年該區人口169,867，人口密度為每平方公里304.7人。